# Mola tecta
Mola tecta es una especie de pez marino tetraodontiforme de la familia Molidae y del género Mola, cuyos integrantes son denominados comúnmente peces luna y destacan por poseer gran tamaño y extraña morfología. Habita en aguas templadas del hemisferio sur.   

## Taxonomía
Descripción original
Esta especie fue descrita originalmente en el año 2017 por un equipo de ictiólogos integrado por Marianne Nyegaard, Etsuro Sawai, Neil Gemmell, Joanne Gillum, Neil R. Loneragan, Yusuke Yamanoue, y Andrew L. Stewart.
Localidad tipo
La localidad tipo referida es: “ensenada Taranaki Norte, costa oeste de la isla Norte de Nueva Zelanda, en las coordenadas: 38°25′S 174°09′E / -38.417, 174.150”.
Holotipo
El ejemplar holotipo designado es el catalogado como: NMNZ P.057679; se trata de un espécimen macho adulto el cual midió en fresco 1011 mm de longitud estándar. Fue capturado el 25 de diciembre de 2015 a 78 metros de profundidad mediante redes de arrastre. Se encuentra depositado en la colección de ictiología del Museo de Nueva Zelanda Te Papa Tongarewa (NMNZ), en la ciudad de Wellington.
Etimología
Etimológicamente, el epíteto específico tecta refiere a la palabra en latín tectus, que significa 'disfrazado' u 'oculto', dado que, durante casi tres siglos, este pez logró pasar desapercibido ante la comunidad científica, pese al gran interés que hay entre los taxónomos sobre este grupo de peces.
Historia taxonómica
En el año 2009, un equipo de investigadores japoneses encontró evidencias genéticas de una posible tercera especie de pez luna en aguas del sudeste de Australia. A esta potencial especie se le otorgó el nombre de trabajo “Mola C”. Un equipo de científicos de la australiana Universidad de Murdoch emprendió nuevos estudios morfológicos y genéticos (mtDNA D-loop y citocromo c oxidasa 1) con numerosos peces luna de esas aguas, los cuales arrojaron que varios de ellos pertenecían a esta forma desconocida.

## Morfología
Esta especie puede llegar a alcanzar 242 cm de longitud total. 
Se distingue morfológicamente de los restantes integrantes del género porque su hocico no es protuberante y las crestas dorso o ventrolaterales no se presentan abultadas. Presenta 15 a 17 radios en la aleta (13 a 15 principales y 2 menores), 5 a 7 osículos (los paraxiales separados); destaca la morfología del clavus (con pliegue dorsal liso y prominente) y de las incrustaciones corporales (elevados y cónicos puntos medios, no ramificados).

## Distribución geográfica y hábitat
Se estima que este pez habita en aguas templadas en el hemisferio sur (sería solo ocasional en el hemisferio norte), más precisamente en California (EE. UU.), con registros en aguas litorales del sudeste de Australia, en Nueva Zelanda, en aguas de Sudáfrica y en el sur de Chile.